# Берхард (епископ Вердена)
Берхард (также Беренхард, Берард или Герхард; лат. Berhardus, Berenhardus или Gerhardus; умер 31 декабря 879) — епископ Вердена с 870 года.

## Биография
Основной средневековый нарративный источник о Берхарде — «Деяния верденских епископов». Та часть, которая повествует о нём, основана на написанном в 893 году сочинении его племянника и преемника на епископской кафедре Вердена Дадона «Жизнь Гаттона и Берхарда» (лат. «De vita Hattonis et Bernhardi»). Так же Берхард упоминается во франкских анналах, хронике Гуго из Флавиньи и трудах других средневековых авторов, а также в актах синодов духовенства Каролингской Европы.
Берхард происходил из знатной лотарингской семьи, владевшей поместьями вблизи Вердена. В юности приняв духовный сан, он стал клириком в верденской церкви Святого Витона, тогда ещё называвшейся церковью Святых Петра и Павла. По приданиям, он сделал это из тщеславия, так как ему было предсказано, что он станет епископом. Берхард получил в школе при храме Святого Витона образование, а затем и сам преподавал в ней.
В 870 году Берхард был единогласно избран духовенством и народом главой Верденской епархии, став здесь преемником скончавшегося 1 января Гаттона. Его восшествие на кафедру было одобрено правителем Западно-Франкского королевства Карлом II Лысым, под властью которого тогда находился Верден. Подобно многим своим предшественникам одновременно с саном епископа он получил и сан настоятеля монастыря Святого Маврикия в Толае.
В первые месяцы после восшествия Берхарда на епископскую кафедру Лотарингия была ареной борьбы между Карлом II Лысым и Людовиком II Немецким. По Мерсенскому договору от 8 или 9 августа 870 года Верден вошёл в Западно-Франкское королевство. Особая приверженность Берхарда к Карлу II Лысому вызвала гнев Людовика II Немецкого, желавшего усилить здесь своё влияние, и правитель восточных франков оспорил законность избрания верденского епископа. Только с помощью заступничества короля западных франков и архиепископа Гинкмара Реймсского Берхард смог получить рукоположение от Адвенция Мецского и Арнульфа Тульского. Хотя прерогатива проведения интронизации суффрагана принадлежала митрополиту Верденской епархии Бертульфу Трирскому, тот не выказал никакого недовольства и позднее подтвердил законность получения Берхардом епископского сана.
Берхард неоднократно участвовал в синодах франкского духовенства: 25 июня 870 года — в соборе в Аттиньи (об этом упоминается в письме Гинкмара Реймсского Адвенцию Мецскому), в августе и сентябре 871 года — в соборе в Туси (на нём сана был лишён епископ Лана Гинкмар), в 871 или 873 году — в синоде в Кёльне, во время которого участвовал в освящении нового кафедрального собора, а в 875 году — в соборе в Павии. На Понтьонском соборе 876 года Берхард поддержал избрание правителя Западно-Франкского государства Карла II Лысого императором. Однако епископ Вердена не участвовал в Труаском соборе 878 года, на котором присутствовал папа римский Иоанн VIII.
После смерти Карла II Лысого в 877 году Лотарингией безуспешно пытался завладеть Гуго Эльзасский. Его воины захватили и разорили Верден незадолго до того, как в 878 году Гуго был отлучён папой римским Иоанном VIII на соборе в Труа.
При Берхарде в Вердене завершилось начатое при Гаттоне строительство нового кафедрального собора. На выделенные епископом средства храм был богато украшен и снабжён церковной утварью и колоколами. Епископ заботился о находившихся в его епархии монастырях и организовывал в них школы. Среди реформированных им аббатств был и монастырь Святого Маврикия в Толае, в котором он заменил устав святого Колумбана уставом святого Бенедикта. Так же было преобразовано и духовенство епархии: в том числе, Берхард организовал в верденской церкви Святого Витона общину из восьми каноников.
После смерти в 879 году Людовика II Заики часть знати во главе с графом Парижа Конрадом и Гозленом предложила занять престол Западно-Франкского королевства Людовику III Младшему. Тот с войском вступил в Лотарингию, дошёл до Вердена, где не препятствовал своим воинам разорить город. Новый правитель западных франков Людовик III направил к своему тёзке посольство в составе епископа Орлеана Вальтерия и двух графов. Те в мае в Вердене заключили от имени своего монарха соглашение с Людовиком III Младшим о разделе Лотарингии. По нему Верден, Мец и Туль присоединялись к Восточно-Франкскому государству. Так как Берхард был противником этого соглашения, он был вынужден бежать в аббатство Святого Маврикия в Толае. Здесь он умер 31 декабря того же года и был похоронен. Преемником Берхарда на епископской кафедре Вердена и в аббатстве Святого Маврикия в Толае был его племянник Дадон.
В «Хронике» Альберика из Труа-Фонтена Берхард упоминается как святой. До XVI века в аббатстве Святого Маврикия в Толае существовал культ святого Берхарда Верденского. Сейчас каких-либо поклонений его реликвиям нет.

## Комментарии
1. ↑  По Мерсенскому договору к Западно-Франкскому государству была присоединена территория с городами Камбре, Верден, Туль, Безансон и Лион, к Восточно-Франкскому государству — территория с городами Страсбург, Мец, Трир и Кёльн. Из них Трир был центром архиепархии-митрополии Верденской епархии[1].
2. ↑  В 880 году это соглашения было подтверждено Рибмонским договором[15][16].